# 千葉美加
千葉 美加（ちば みか、1972年8月7日 - ）は、日本の歌手、女優。岩手県釜石市出身、東京都世田谷区育ち。

## 来歴
1986年に「ホリプロスカウトキャラバン」で本田美奈子の「1986年のマリリン」を歌い、ボーカリスト賞を受賞。これをきっかけにホリプロ所属になり、約3年間のボイストレーニングに励む。
歌手デビュー前には、榊原郁恵主演の連続ドラマ『新・熱中時代宣言』（日本テレビ）、フジテレビ系連続ドラマ『花のあすか組!』といったドラマをはじめ、『パオパオチャンネル』（テレビ朝日）などのバラエティ番組にもレギュラー出演し、さらに『刑事物語』（東宝）などの映画にも出演するなど、幅広い分野で活動を行った。
その後1988年に連続ドラマ『電脳警察サイバーコップ』（日本テレビ）に上杉智子婦警役で出演し、そのエンディング主題歌「シューティング・スター」でCBS/SONY RECORDSからプレデビューする。
本格的歌手デビューは1989年5月21日発売「BRAND-NEW TOMORROW」。キャッチコピーは『新しい可能性をもったMUSIC・IDOL』。当時のアイドルの中では高い歌唱力をウリとして「ミュードル」という新ジャンルで売り出された。「ミュードル」とは「ミュージシャン+アイドル」という造語である。同期には田村英里子・中山忍・石原詢子・マルシア・細川直美がいた。
しかしセールスは低迷した。ラジオで共演していた関根勤が他局でランキング番組を持っているのに、自分の曲が箸にも棒にもかからないことを気にするあまり、生放送中に「オリコンなんて関係ねーんだ!」と怒ったこともあった。
その後、恵比寿ファクトリーや銀座SOMIDOなどで定期的にライブ中心の活動をはじめる。また、島田紳助が千葉の歌唱力を認め、『CLUB紳助』（朝日放送）にゲストとして呼び「最近のアイドルは歌の下手なのが多いから、是非大物になれや」と発言し「10年後にこの番組で共演しよう」と約束した。しかし、この番組は途中で終了してしまったため「約束」は実現していない。
レギュラー出演していた『東京イエローページ』（TBSテレビ）では歌唱力を毎週のように披露していた。
1991年夏に行なわれた東京芸術劇場のライブを最後に、千葉美加の活動は日本を離れアジア中心に移る。アジアでは芸名を「チェンイェー・メイジァ」としてデビュー。アジアでは人気を得てトップアイドルとなる。
帰国後、山口百恵のカバーなどを発売し、歌を中心とした活動を行い、原宿クエストホールで2DAYSのライブも行なう。ミュージカルにも出演を果たし『FANTASIA』ではディック・リーと共演した。
1998年、ホリプロとの契約を終了し一時引退。
2003年、連続ドラマ『超星神グランセイザー』（テレビ東京）へのレギュラー出演で復帰を果たす。
2014年4月より、USTREAM発信情報番組「wikiwiki湘南」毎週月曜朝11:00〜11:30放送のパーソナリティー担当。
現在は中学校時代の同級生の獣医と結婚し、2児の娘の母親。
2016年6月10日放送の『爆報! THE フライデー』に出演の際、現職種はドッグセラピストをしており、夢はドッグカフェを開業することと語った。

## ディスコグラフィー

### シングル
| #                | 発売日           | タイトル               | カップリング     | 備考                                                            | 順位             |
| CBS/SONY RECORDS | CBS/SONY RECORDS | CBS/SONY RECORDS       | CBS/SONY RECORDS | CBS/SONY RECORDS                                                | CBS/SONY RECORDS |
| ---------------- | ---------------- | ---------------------- | ---------------- | --------------------------------------------------------------- | ---------------- |
| 1st              | 1988年12月21日   | シューティング・スター | INTO THE NIGHT   |                                                                 | 160位            |
| 2nd              | 1989年5月21日    | BRAND-NEW TOMORROW     | ジャマしないで   | 72位                                                            |                  |
| 3rd              | 1990年3月3日     | 風を感じて             | 幻想庭園         | 2曲ともに浜田省吾のカバー                                       | 60位             |
| 4th              | 1990年9月21日    | PONYTAIL SOLDIER       | 友達が終る瞬間   |                                                                 | 148位            |
| 5th              | 1991年3月21日    | 恋は5時から            | 夢みる力         |                                                                 |                  |
| サウンデイジア   |                  |                        |                  |                                                                 |                  |
| 6th              | 1996年9月21日    | E=MC2                  | あなたを見つけた | 「E=MC2」は山口百恵のアルバム『メビウス・ゲーム』収録曲のカバー |                  |

### アルバム
| #                | 発売日           | タイトル                            | 順位             |                  |
| CBS/SONY RECORDS | CBS/SONY RECORDS | CBS/SONY RECORDS                    | CBS/SONY RECORDS | CBS/SONY RECORDS |
| ---------------- | ---------------- | ----------------------------------- | ---------------- | ---------------- |
| 1st              | 1989年10月21日   | 行くね                              | 54位             |                  |
| 2nd              | 1990年7月21日    | フェイント勝ちね                    | 125位            |                  |
| 3rd              | 1991年5月22日    | 心の温度                            | 135位            |                  |
| サウンデイジア   |                  |                                     |                  |                  |
| 4th              | 1994年11月18日   | あなたに会えたから                  |                  |                  |
| 5th              | 1995年4月21日    | 頑皮MIKA青春・起飛                  |                  |                  |
| 6th              | 1995年4月21日    | 頑皮・MIKA〜MIKA STEP INTO ASIA I〜 |                  |                  |
| 7th              | 1995年4月21日    | 快樂神仙〜MIKA STEP INTO ASIA II〜  |                  |                  |
| 8th              | 1995年6月21日    | 鶴舞〜MIKA STEP INTO ASIA III〜     |                  |                  |
| 9th              | 1995年6月21日    | 心の温度〜MIKA STEP INTO ASIA IV〜  |                  |                  |

### 台湾アジア発売 アルバム
1. 頑皮MIKA青春・起飛（1990年）
2. 快樂神仙（1991年）
3. 別離選擇了我（1992年）（邦題：和魂漢才（1992年）・Made in〜別離選擇了我（1992年））
4. 再見!我的愛 （1993年）
5. 彩蝶/午夜情人夢（1994年）

### タイアップ曲
| 楽曲                   | タイアップ                                                                        |
| ---------------------- | --------------------------------------------------------------------------------- |
| シューティング・スター | 日本テレビ系『電脳警察サイバーコップ』エンディングテーマ                          |
| BRAND-NEW TOMORROW     | 日本テレビ系『電脳警察サイバーコップ』挿入歌                                      |
| 8ビートのエチュード    | テレビ東京系『ファンタジーアドベンチャー 長靴をはいた猫の冒険』主題歌             |
| Heart to Heart         | テレビ東京系『ファンタジーアドベンチャー 長靴をはいた猫の冒険』エンディングテーマ |
| 風を感じて             | 1990 World Cycling Championships イメージソング                                   |
| 恋は5時から            | 明治製菓『アセロラグミ』CMソング                                                  |
| あなたに会えたから     | フジテレビ系『我慢できない!』挿入歌                                               |

## メディア

### TVドラマ
- 3年B組金八先生スペシャルIV「イジメられっ子金八先生」（1985年12月27日、TBS）
- 新・熱中時代宣言（1986年、日本テレビ）
- あぶない少年II（1988年、テレビ東京）
- 花のあすか組!（1988年、フジテレビ） - 林 役
- 電脳警察サイバーコップ（1988年、日本テレビ） - 上杉智子 役
- ゴメンドーかけます（1989年、フジテレビ） - 夢子 役
- 超人刑事シュワッチ（1990年、TBS） - 村崎わこ 役
- 北の米 〜誰よりも米を愛した男〜（1990年、テレビ岩手）
- 超星神グランセイザー（2004年、テレビ東京） - 佐伯カリン 役

### TV
- パオパオチャンネル（1988年（金曜日）、テレビ朝日）
- 東京イエローページ（1989年、TBS）
- GOB（1990年 - 1991年、日本テレビ）

### 映画
- 刑事物語5 やまびこの詩（1987年）

### ラジオ
- 関根勤のTOKYOベストヒット（1989年 - 1990年、ニッポン放送） - 同期デビューの星野由妃とアシスタント
- 千葉美加のハートに落書き（1990年4月 - 1992年3月、FM新潟）

### ミュージカル
- FANTASIA（1996年）

### CM
- 明治製菓 「アセロラグミ」（1991年）
- 明治製菓 「いちごクリームグミ歩く恐竜プレゼント」
- 明治製菓 「ティラミスチョコレート」
- 日産自動車 「純正カーエアコン」

### アニメ
- ある日、ラブソングを（1991年、NHK）